# 木知原駅
木知原駅（こちぼらえき）は、岐阜県本巣市木知原字川端にある、樽見鉄道樽見線の駅である。駅番号はTR11。

## 歴史
- 1958年（昭和33年）1月15日：国鉄樽見線美濃本巣駅（現・本巣駅） - 谷汲口駅間に新設[1]。旅客駅。
- 1984年（昭和59年）10月6日：第三セクター樽見鉄道へ転換、同社の駅となる[1]。

## 駅構造
単式ホーム1面1線を有する地上駅。
無人駅。ホーム上に小さな待合所が設置されている。

## 利用状況
| 年度               | 1日平均乗車人員 |
| ------------------ | --------------- |
| 2011年（平成23年） | 10              |
| 2012年（平成24年） | 9               |
| 2013年（平成25年） | 10              |
| 2014年（平成26年） | 9               |
| 2015年（平成27年） | 9               |
| 2016年（平成28年） | 11              |

## 駅周辺
民家が多少ある。駅付近は桜の名所であり、春になると大勢の観光客が訪れる。
- 木知原ポケットパーク
- 国道157号
- 根尾川

### バス路線
国道157号沿いにある木知原ポケットパークに「木知原駅」停留所があり、下記の路線が乗り入れる。
本巣市市営バス
- 本巣北部線
  - 本巣市役所
  - バロー本巣文殊店

## 隣の駅
樽見鉄道
■樽見線
織部駅 (TR10) - 木知原駅 (TR11) - 谷汲口駅 (TR12)